# Lophotriccus eulophotes
Lophotriccus eulophotes là một loài chim trong họ Tyrannidae.